# 近畿コンピュータ電子専門学校
近畿コンピュータ電子専門学校（きんきコンピュータでんしせんもんがっこう）は、学校法人ヒラタ学園が運営する大阪府堺市西区にある専修学校である。情報クリエイタ工学科の4年制は高度専門士の取得が可能である。

## 沿革
- 1986年（昭和61年）3月 - 近畿コンピュータ電子専門学校設置認可

## 学科
- クリエイタ学科
- プログラマ学科
- 電子科
- 情報クリエイタ工学科（3年制・4年制）
- 電子研究科（3年制）

## 所在地
- 〒593-8326 大阪府堺市西区鳳西町3丁-712

最寄り駅は、JR東羽衣駅・鳳駅、南海羽衣駅